# Podkolan zielonawy
Podkolan zielonawy (Platanthera chlorantha (Custer) Rchb.) – gatunek byliny należący do rodziny storczykowatych (Orchidaceae). Występuje w Europie Środkowej. W Polsce na całym obszarze, zarówno na niżu, jak i w niższych położeniach górskich, ale jest rośliną rzadką i podlega ochronie.

## Morfologia
ŁodygaPojedyncza, prosta, wzniesiona, kanciasta, nie rozgałęziająca się. Osiąga wysokość 20–50 cm.
LiściePosiada dwa duże liście odziomkowe, które oskrzydlonym ogonkiem obejmują dolną część łodygi. Wyrastają na łodydze naprzeciwlegle. Są one odwrotnie jajowate, owalne. Oprócz nich występują małe, siedzące, lancetowate liście łodygowe, ustawione skrętolegle.
KwiatyPojedyncze, żółtawobiałe, lub zielonkawe (stąd nazwa gatunkowa) kwiaty tworzą na szczycie łodygi grono, które jest szersze dołem, niż na szczycie. Kwiaty o szerokości 18–23 mm i budowie typowej dla storczyków. Mają wolne listki okwiatu - trzy z nich zwrócone do siebie tworzą hełm, dwa odstające tworzą skrzydełka, a jeden języczkowy zwisa. Ostroga ma długość 20–40 mm, z tyłu jest maczugowato zgrubiała i tępa. Warżka całobrzega, wąska i wydłużona. Pyłek zlepiony w tzw. pyłkowiny o maczugowatym kształcie, górą oddalone od siebie o 2 mm, dołem o 4 mm i zakończone lepką uczepką.
OwoceTorebka z dużą ilością bardzo drobnych, bezbielmowych nasion.
Organy podziemnePosiada dwie bulwy; jedna jest tegoroczna, druga z poprzedniego roku. Z zeszłorocznej bulwy wyrasta pęd nadziemny, tegoroczna bulwa gromadzi substancje zapasowe dla przyszłorocznego pędu.

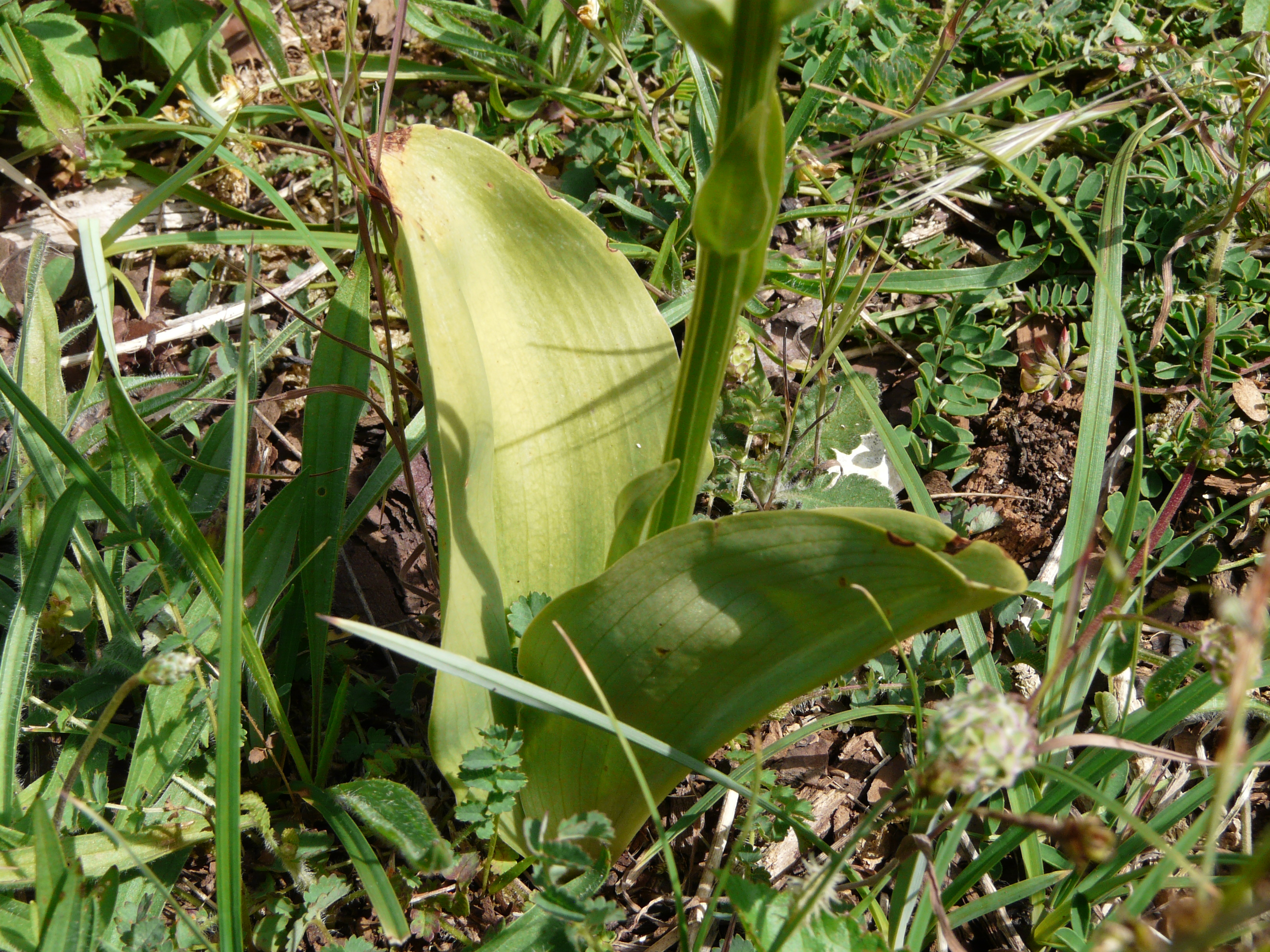
Liście
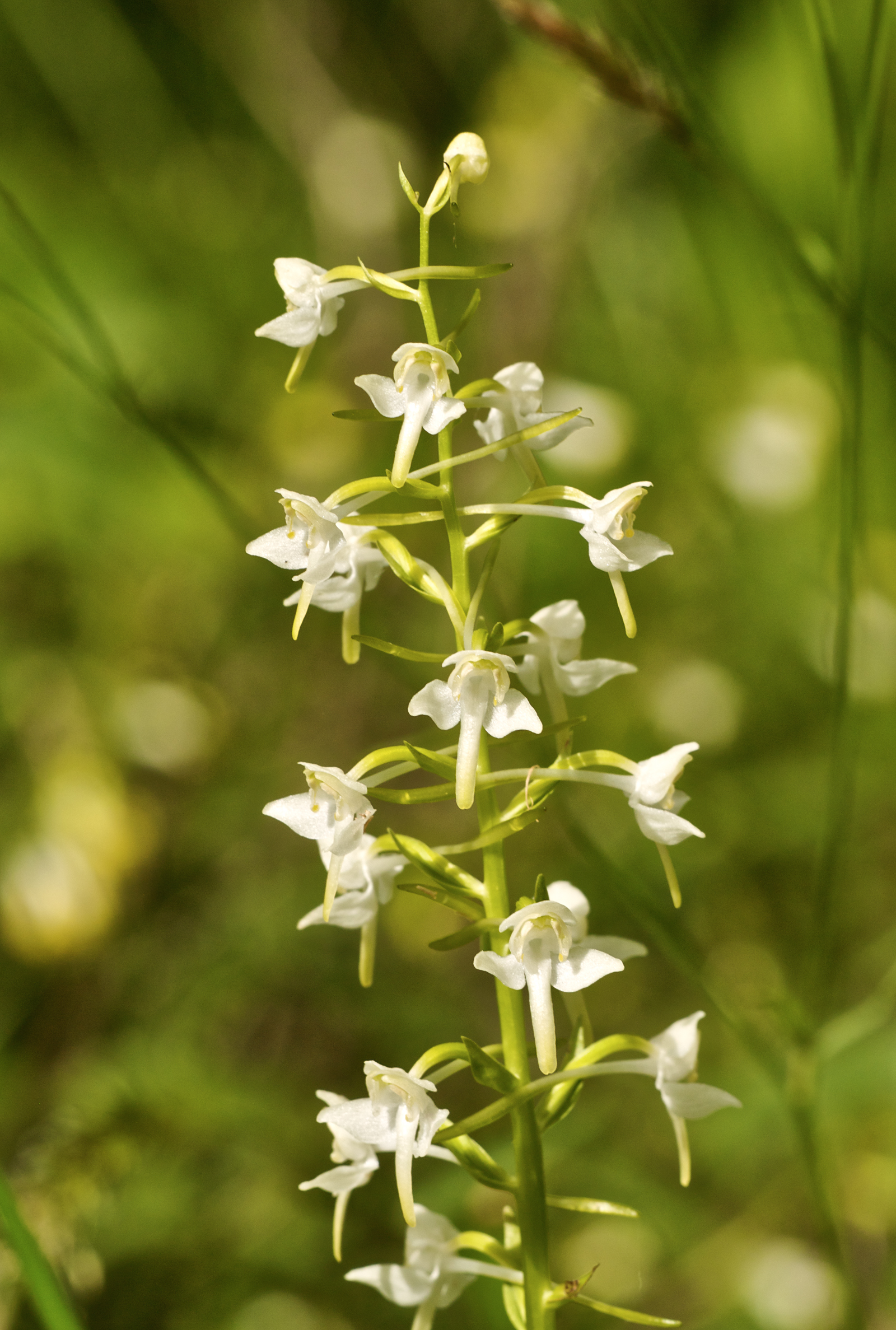
Kwiatostan
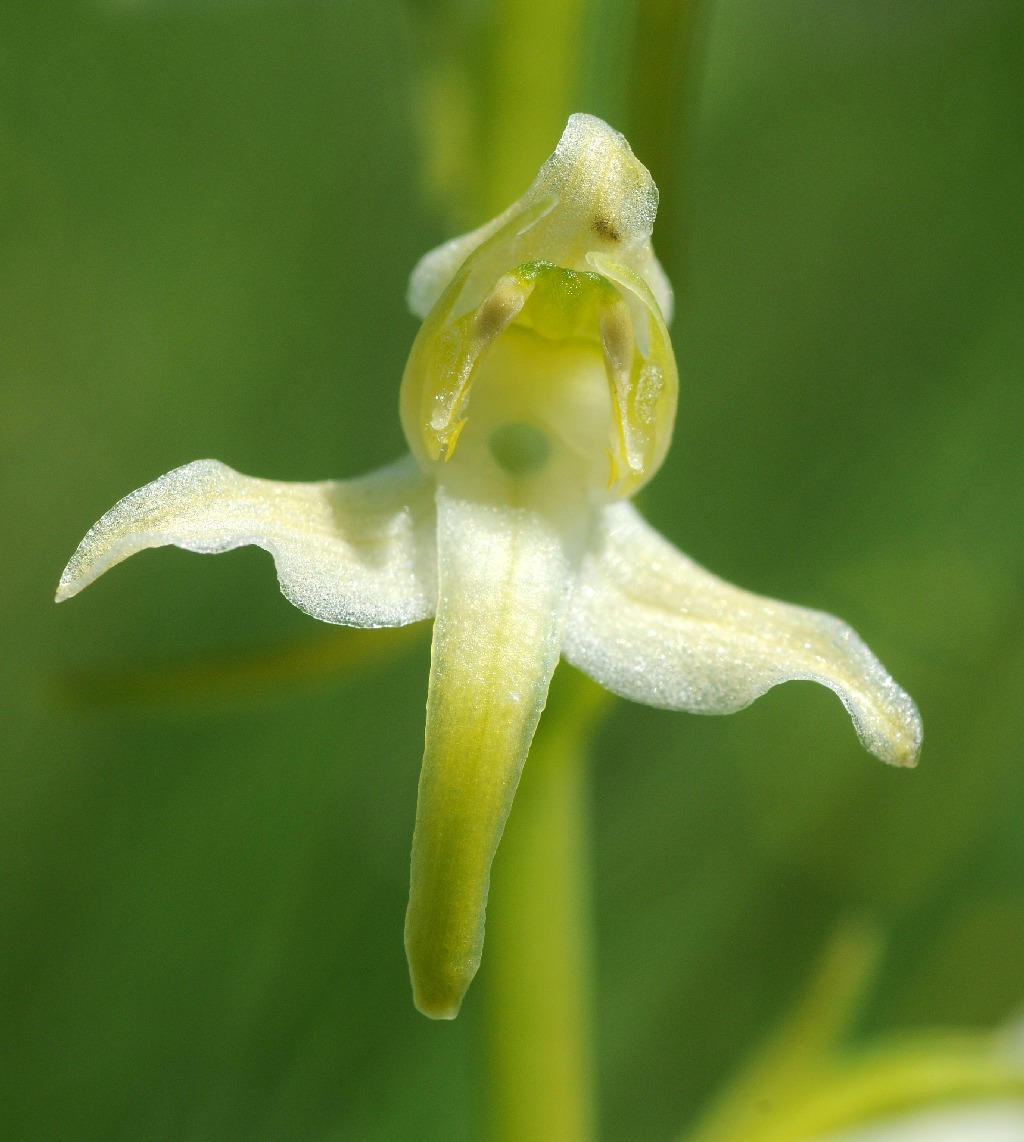
Kwiat

## Biologia i ekologia
Rośnie w świetlistych lasach liściastych i zaroślach, na polanach, porębach i wilgotnych łąkach. Geofit ryzomowy, preferuje gleby wapienne.
Roślina kwitnie od maja do lipca. Kwiaty zapylane są przez motyle nocne – ćmy, które wabione są za pomocą intensywnego zapachu (przyjemnego także dla ludzi). Ćmy przylatujące po nektar dotykają dzióbka, a wówczas pyłkowiny za pomocą uczepek przyklejają się do ich ciała. Nasiona rozsiewane są przez wiatr.

## Zagrożenia i ochrona
Roślina objęta częściową ochroną gatunkową. Gatunek w latach 1946–2014 objęty był w Polsce ochroną ścisłą. Od roku 2014 wpisany na listę gatunków roślin objętych ochroną częściową na podstawie Rozporządzenia Ministra Środowiska.
Umieszczony na polskiej czerwonej liście w kategorii NT (bliski zagrożenia).
Zagrożeniem dla gatunku jest gospodarcze użytkowanie lasów liściastych oraz bezpośredni zbiór roślin. Niektóre siedliska znajdują się na obszarach chronionych, m.in. w Wolińskim, Białowieskim, Kampinoskim, Roztoczańskim i Pienińskim Parku Narodowym oraz w rezerwatach leśnych, np. Świnia Góra, Białowodzka Góra czy Borki.

## Zmienność
Tworzy mieszańce z podkolanem białym.